# Thiên hoàng Rokujō
Thiên hoàng Rokujō (六条天皇Rokujō-Tenno) (28 tháng 12 năm 1164 - ngày 23 tháng 8 năm 1176) là Thiên hoàng thứ 79 của Nhật Bản theo danh sách kế thừa truyền thống. Triều đại của ông kéo dài từ năm 1165 đến năm 1168.

## Tường thuật truyền thống
Trước khi lên ngôi, ông có tên cá nhân của mình (imina) là Nobuhito -shinnō. Ông là như Yoshihito- hoặc Toshihito -shinnō.
Ông là con trai của Thiên hoàng Nijō. Thiên hoàng không có con.

## Lên ngôi Thiên hoàng
Ngày 25 tháng 6 âm lịch (tức ngày 3 tháng 8 năm 1165 dương lịch), Thiên hoàng Nijō thoái vị và con trai chính thức lên ngôi, lấy hiệu là Thiên hoàng Rokujō. Ông sử dụng niên hiệu của cha thành niên hiệu Eiman nguyên niên (1165-1166).
Cũng như cha mình, Thiên hoàng Rokujō hầu như không có quyền lực gì. Mọi quyền lực của Nhật Bản lọt vào tay của người ông nội là Pháp hoàng Go-Shirakawa và nhất là Taira no Kiyomori, kẻ thao túng toàn nước Nhật Bản.
Năm Nin'an thứ 3 ngày 19 tháng 2 âm lịch (tức ngày 9 tháng 4 năm 1168 dương lịch), Thiên hoàng Rokujō bị lật đổ và phế truất bởi chính ông nội của mình là Pháp hoàng Go-Shirakawa. Người kế thừa ngôi vua lại là người chú của Thiên hoàng. Thân vương Norihito, Thân vương lên ngôi và lấy hiệu là Thiên hoàng Takakura. Vì ông bị phế truất nên không được tôn làm Thái thượng Thiên hoàng

### Kugyō
1. Quan Nhiếp Chính, Konoe Motozane, 1143-1166.
2. Quan Nhiếp Chính, Matsu Motofusa, 1144-1230.
3. Thái chính đại thần, Fujiwara Koremichi 1093-1165.
4. Thái chính đại thần, Taira no Kiyomori, 1118-1181.
5. Tả đại thần, Matsu Motofusa.
6. Tả đại thần, Ōimikado Tsunemune, 1119-1189.
7. Hữu đại thần, Kujo Kanezane, 1149-1207.
8. Nội đại thần, Fujiwara Tadamasa.
9. đại nạp ngôn

### nengō.
- Eiman (1165-1166)
- Nin'an (1166-1169)